# フジドリームエアラインズ
株式会社フジドリームエアラインズ（英: Fuji Dream Airlines Co., Ltd.、略称: FDA）は、静岡県に本社を置く日本の地域航空会社。
2009年7月23日に運航を開始し、現在は静岡空港と名古屋空港、神戸空港の3空港を主なハブ拠点として、北の北海道から南の鹿児島県まで、日本全国にネットワークを展開している。

## 概要
2007年7月、静岡県静岡市清水区の地場物流関連企業「鈴与」は、静岡空港を拠点とするリージョナル航空の事業化に単独で取り組む方針を決めた。エアライン事業はリスクが高く地元経済界からの出資を得るのが困難と判断したため、鈴与本体が単独で参入することとした。航空機購入費等の初期投資は80-100億円を見込み、資金は鈴与の保有株式の売却益などで賄った。初期投資については鈴与の既存事業の利益により短期間で償却することで、航空事業の償却負担を軽くした。運賃は、新幹線や航空機と鉄道の乗継など競合する輸送手段並みに設定。2007年9月1日、社内に航空事業推進本部を設置した。
2009年7月就航開始に当たり、安全管理マニュアルを2008年夏季までに整備し、同年秋季までに定期航空運送事業者の許可申請を国に提出、2009年6月に許可を取得した。参入に際しては、正副操縦士22名、整備士35名を採用した。
2010年から日本航空（JAL）と業務協力関係にある。同年10月31日に名古屋/小牧 - 福岡線の運航を開始してからは、全ての便の機体繰り指示を名古屋空港内に構えた事務所で行うなど、名古屋空港のハブ空港化を進めていた。しかし、国土交通省は中部地方における空港一元化の妨げになるとして懸念しており、FDAが2011年に開設した名古屋発着の東北路線は、震災復興支援の名目で期間限定を条件に認められている状態である。また、2016年を目途に初就航となる中部国際空港への進出を発表したものの、具体的な進展はなかった。その後、2023年3月より中部 - 高知線の運航を開始することが発表された。現在の拠点空港は、静岡空港、名古屋飛行場、神戸空港の3つである。
2016年には名古屋/小牧 - 札幌/丘珠線の新規開設を目指していたが、名古屋/中部 - 札幌/新千歳線と競合することから愛知県の同意が得られず、代替として静岡 - 札幌/丘珠線で練り直した。静岡 - 札幌/新千歳線が好調であることから、就航日が重ならなければ一定の需要が見込めるという。静岡発着路線では静岡 - 鹿児島線が週3往復であったものが、同年春ダイヤから毎日運航になった。同年以降は名古屋/小牧発着路線の新規開設がなく、既存路線の増便にとどまっている。。
2017年の夏期ダイヤから静岡発着札幌線を札幌/丘珠便に集約した（夏期季節運航便）。また、山形 - 札幌/新千歳線を開設している。この路線は名古屋/小牧 - 山形 - 札幌/新千歳間で乗り継ぎ利用も可能になっている。
2018年には静岡空港と中国地方の間で初の直行便となる静岡 - 出雲線、東北地方と山陰地方の間で初の直行便となる仙台 - 出雲線を開設した。
2019年10月には神戸空港へ新規就航し、神戸 - 出雲、神戸 - 松本線を開設し、初めて関西地方の路線に参入した。また、2019年12月には、神戸 - 高知線を開設した。
2023年4月現在、季節運航便を含めた路線数は名古屋/小牧発着路線を国内9路線、静岡発着路線を国内6路線、神戸発着路線を国内5路線などを展開している。
フジドリームエアラインズの2レター航空会社コード「JH」は、かつて旧日本エアシステム（JAS）の子会社であったハーレクィンエアが使用していた。
航空貨物事業は就航開始から長らく実施していなかったが、2025年8月から札幌/丘珠 → 静岡線で取り扱いを開始した。

## 沿革
- 2008年（平成20年）
  - 6月24日：鈴与が資本金3億円を出資し、100%子会社として、フジドリームエアラインズを設立[20][21][22][23]。
  - 7月25日：記者会見を開き、就航路線、機体デザイン、乗務員の制服などを公表。
  - 8月4日：台湾のマンダリン航空と業務提携することを公表[24]。

- 2009年（平成21年）
  - 2月26日：エンブラエル社よりエンブラエル170を受領。機体塗装はレッド。
  - 2月27日：国土交通省東京航空局より、事業認可を取得[25]。
  - 4月24日：記者会見を開き、就航日・ダイヤ・運賃を公表[26]。
  - 6月14日：エンブラエル社よりエンブラエル170の2号機を受領。機体塗装はライトブルー。
  - 7月23日：静岡 - 小松線、静岡 - 熊本線、静岡 - 鹿児島線の運航開始。
  - 9月26日：搭乗率アップのため、全路線で11月搭乗分の普通運賃の値下げ、予約割引運賃について、国内初となる「変動型割引運賃」を設定すると発表[27]。また、10月1日から静岡経由の小松 - 鹿児島便の運賃の新設、全路線の事前購入運賃の値下げを行うとした[28]。
  - 11月2日：3号機を最優先で静岡 - 福岡線に投入し、新路線を開設する方針を決定[29]。
  - 11月18日：信州まつもと空港への新規参入へ向けて長野県と交渉を開始[30]。
  - 11月30日：松本 - 福岡線ならびに松本 - 札幌/新千歳線の路線を開設する方向で、長野県を含む関係各方面と具体的な協議を進めることとした[31]。

- 2010年（平成22年）
  - 1月13日：同年4月1日から静岡 - 札幌/新千歳線、静岡 - 福岡線、同年6月1日から松本 - 札幌/新千歳線、松本 - 福岡線を開設することを決定[32]。
日本航空インターナショナル（現・日本航空）との業務協力およびコードシェア運航検討に向けた協議を開始することを表明[33]。
  - 1月25日：エンブラエル社より1，2号機より座席数が8席多いエンブラエル175を3号機として受領。機体塗装はピンク。
  - 1月29日：静岡 - 札幌/新千歳線、静岡 - 福岡線のダイヤ、運賃の届出を行い、同時に新運賃を設定。なお、静岡 - 札幌/新千歳線は1日1往復、静岡 - 福岡線は1日3往復とした[34]。
  - 2月3日：FDA106便利用客向けの富士山静岡空港からJR東海道本線 島田駅までを結ぶ無料送迎バスの運行を決定[35]。
  - 2月10日：当初2010年秋季を目処としていた4機目の機体導入時期について、信州まつもと空港への就航で路線数の増加も踏まえ、6月までに前倒ししたい考えも表明[36]。
米国の航空会社から中古のエンブラエル機を購入する方向で検討（実際には、4号機導入は2010年10月、5号機導入は2010年11月となった）。
  - 2月24日：静岡 - 札幌/新千歳線、静岡 - 福岡線について日本航空インターナショナルと国内線コードシェア（共同運航）を開始することを決定[37]。
  - 3月30日：6月1日からの信州まつもと空港の就航に伴うダイヤ、運賃の届出を行った。
松本 - 札幌/新千歳線、松本 - 福岡線はともに1往復とし、機材繰りの関係から静岡 - 小松線を1便減便[38]。
  - 3月31日：松本 - 札幌/新千歳線、松本 - 福岡線について日本航空インターナショナルと国内線コードシェア（共同運航）を開始することを決定。
  - 4月1日：静岡 - 札幌/新千歳線、静岡 - 福岡線の運航開始。
  - 4月23日：3号機（ピンク）について、ちびまる子ちゃんランドとタイアップし、さくらももこの漫画『ちびまる子ちゃん』のキャラクターマーキングを施したことと、同年3月からエスエスケイフーズ株式会社にスポンサードされていることを明らかにした[39]。
  - 6月1日：松本 - 札幌/新千歳線、松本 - 福岡線の運航開始。
  - 7月1日：静岡 - 福岡線の利便性を高めるため、富士山静岡空港 - JR・天竜浜名湖鉄道 掛川駅間を結ぶ無料アクセスバスの運行を開始[40]。
  - 7月16日：愛知県営名古屋空港への新規参入を発表。名古屋/小牧 - 福岡線を開設する方針を決定[41]。
  - 7月23日：運航開始から1周年。4号機のカラーについてグリーンにすることを発表。
  - 8月30日：名古屋/小牧 - 福岡線の運賃と1日5往復を運航すること、静岡 - 札幌/新千歳線を信州まつもと空港経由にすること、静岡 - 松本線の開設をそれぞれ同年10月31日からとすることを正式発表。同時に国土交通省に届け出た。
  - 9月6日：名古屋/小牧 - 福岡線について日本航空インターナショナルと国内線コードシェア（共同運航）を開始することを決定。
  - 9月29日：2011年3月27日から静岡 - 小松線の運休（小松からの地点撤退）を発表。
  - 10月12日：エンブラエル社より中古機のエンブラエル170を4号機として受領。機体塗装はグリーン。
  - 10月26日：エンブラエル社より5号機となるエンブラエル175を受領。機体塗装はオレンジ。この機以降は全てエンブラエル175となる。
  - 10月31日： 静岡 - 松本線、名古屋/小牧 - 福岡線の運航開始。静岡 - 札幌/新千歳線の運休、名古屋空港に本格進出。

- 2011年（平成23年）
  - 1月26日：3月27日から静岡 - 松本線の運休、名古屋/小牧 - 熊本線の開設、静岡 - 札幌/新千歳線の再直行化をそれぞれ発表。
  - 3月19日 - 4月1日の間に、東日本大震災の支援として、被災地への人員・物資輸送を静岡県と共同で富士山静岡空港 - いわて花巻空港間に計5回運航。
  - 3月26日：静岡 - 小松線（支店閉鎖、小松飛行場内のカウンターを完全撤去したことから実質上の撤退）、静岡 - 松本線をそれぞれ運休。また、静岡 - 札幌/新千歳線を再直行化。
  - 3月27日：名古屋/小牧 - 熊本線の運航開始。
  - 5月11日：名古屋/小牧 - いわて花巻線を同年5月21日から、名古屋/小牧 - 青森線を同年7月からそれぞれ開設すると発表。
  - 5月21日：名古屋/小牧 - いわて花巻線の運航開始。
  - 5月25日：名古屋/小牧 - 青森線を同年7月2日から開設すると発表。
  - 7月2日：名古屋/小牧 - 青森線の運航開始。
  - 7月31日：静岡 - 熊本線がこの日をもって運休。
  - 8月29日：福岡 - 新潟線を同年10月30日から開設すると発表。
それに伴い静岡 - 札幌/新千歳線を1日1便から週3便、福岡線を1日3便から1日2便、鹿児島線を1日1便から週4便にそれぞれ減便するとともに、名古屋/小牧・松本発着便の運航時間を変更することを正式に発表。
  - 9月1日：この日の搭乗分より、燃油特別付加運賃の徴収を開始[42]。国内線では唯一の導入。
  - 9月14日：福岡 - 新潟線について日本航空（JAL）と国内線コードシェア（共同運航）を開始することを決定。
  - 10月30日：福岡 - 新潟線の運航開始。
  - 11月30日：エンブラエル社より6号機を受領。機体塗装はパープル。

- 2012年（平成24年）
  - 1月24日：名古屋/小牧 - 新潟線を同年3月25日から1日1便で開設すると発表。
それに伴い名古屋/小牧 - 青森線・名古屋/小牧 - いわて花巻線を1日1便から2便、静岡 - 札幌/新千歳線を週3便から週4便、静岡 - 鹿児島線を週4便から週3便にそれぞれ増減便すると正式に発表。
  - 3月25日：名古屋/小牧 - 新潟線の運航開始。
それに伴い名古屋/小牧 - 青森線・名古屋/小牧 - いわて花巻線を1日1便から2便、静岡 - 札幌/新千歳線を週3便から週4便、静岡 - 鹿児島線を週4便から週3便にそれぞれ増減便。
  - 10月28日：静岡 - 福岡線を1日2便から1日3便、静岡 - 鹿児島線を週3便から1日1便、静岡 - 札幌/新千歳線を週4便から運休、
名古屋/小牧 - 熊本線を1日2便から1日3便、名古屋/小牧 - 新潟線を1日2便から1日1便にそれぞれ増減便。
  - 12月20日：エンブラエル175の追加導入を正式決定し、購入契約を締結。7号機は2013年6月、8号機は2014年3月にそれぞれ受領。

- 2013年（平成25年）
  - 1月22日：3月31日から名古屋/小牧 - 高知線を1日1便で開設、静岡 - 札幌/新千歳線を週4便で運航再開、
名古屋/小牧 - 青森線（7月12日から）・名古屋/小牧 - いわて花巻線を1日2便から3便、静岡 - 鹿児島線を1日1便から週3便、に増減便するとそれぞれ正式発表。
  - 3月31日：名古屋/小牧 - 高知線の運航開始。
  - 7月1日：エンブラエル社より7号機を受領。機体塗装はイエロー。
  - 7月7日：丘珠空港にて小型ジェット機の離着陸テストを実施。
  - 7月12日 - 8月22日：7号機導入に伴い、名古屋飛行場/小牧・静岡・松本・新潟から稚内・釧路へ直行チャーター便を運航。

- 2014年（平成26年）
  - 1月14日：名古屋/小牧 - 山形線を3月30日から1日1便で開設すると正式発表[43]。
  - 1月22日：3月30日から静岡 - 札幌/新千歳線を週4便で運航再開、
名古屋/小牧 - 青森（7月1日から）・名古屋/小牧 - いわて花巻線を1日2便から3便、静岡 - 鹿児島線を1日1便から週3便、に増減便するとそれぞれ正式発表[44]。
  - 3月3日：エンブラエル社より8号機を受領。機体塗装はティーグリーン。
  - 3月30日：名古屋/小牧 - 山形線の運航開始。
  - 4月1日：鈴木与平代表取締役社長が代表取締役会長に、須川恒次専務取締役が代表取締役社長に、それぞれ昇格する人事を実施[45]。
  - 7月16日：エンブラエル175の追加導入を正式決定し、購入契約を締結。9号機は2015年3月、10号機は2016年3月、11号機は2017年3月にそれぞれ受領予定[46]。

- 2015年（平成27年）
  - 1月15日：名古屋/小牧 - 北九州線を3月29日から1日2往復で就航すると正式発表[47]。
  - 1月19日：名古屋/小牧- 出雲線を3月29日から1日1往復で就航すると正式発表[48]。
  - 1月21日：3月29日から静岡 - 札幌/新千歳線を週4便で運航再開、
名古屋/小牧 - 青森線を1日2便から3便、静岡 - 福岡便を1日3便から1日4便、松本 - 福岡便を1日1便から1日2便、静岡 - 鹿児島線を1日1便から週3便、に増減便するとそれぞれ正式発表[49]。
  - 3月17日：2015年3月29日に開設する名古屋/小牧 - 北九州線において福岡空港と北九州空港の2つの空港に対してマルチエアポート対応を行うと発表。
  - 3月23日：エンブラエル社より9号機を受領。機体塗装はゴールド。本拠地の県営名古屋空港で受領セレモニーを開催した。燃費を5.5％改善する「フューエル・バーン・インプルーブメント（パッケージ2）」が施された日本初の機体。
  - 3月29日：名古屋/小牧 - 北九州・出雲線に就航。名古屋発着の路線は合計9路線となった。

- 2016年（平成28年）
  - 3月9日 - エンブラエル社より10号機を受領。機体塗装はシルバー。
  - 3月27日 - 名古屋/小牧 - 山形便が2便化[50]。
  - 4月11日 - 6月4日より静岡 - 札幌/丘珠線を開設すると発表（夏期季節運航10/29まで）。
  - 6月6日 - 同日運航チャーター・フライト（臨時貸切便）の『出雲→稚内』便をもって累計チャーター・フライト運航便数2,000便達成[51]。
  - 6月20日 - 兼松出身の三輪徳泰が代表取締役社長に、同社社長であった須川恒次が監査役に就任[52]。
  - 6月21日 - エンブラエル社より11号機を受領。機体塗装はグリーン[注 1]。同年10月6日に松本市観光大使を4号機から引き継ぐ[53]。

- 2017年（平成29年）
  - 3月26日 - これまでコードシェアを行っていなかった静岡 - 札幌/丘珠線、静岡 - 鹿児島線、この日に新規開設となった札幌/新千歳 - 山形線にてJALとコードシェア開始。
  - 5月16日 - 静岡 - 札幌/丘珠線のJH173便で累計搭乗者数が500万人に達した。
  - 6月20日 - パリ国際航空ショーでエンブラエル175の3機追加導入と3機の購入権の購入を正式決定し、購入契約を締結。

- 2018年（平成30年）
  - 3月14日 - エンブラエル社より12号機を受領。機体塗装はホワイト[54]。
  - 3月25日 - 静岡 - 出雲線を開設。同路線においてJALとコードシェア開始。
  - 4月20日 - 仙台 - 出雲線を開設。同路線においてJALとコードシェア開始。

- 2019年（平成31年/令和元年）
  - 3月25日 - エンブラエル社より13号機を受領。機体塗装はネイビー[55][56]。
  - 6月18日 - パリ国際航空ショーにてエンブラエル社と2017年の3機購入権とは別にエンブラエル175の2機導入契約を締結、同年12月末受領予定で投入路線は現在検討中で予備機の可能性があることを発表[57]。
  - 6月24日 - エンブラエル社より14号機を受領。機体塗装はワインレッド。
  - 10月27日 - 神戸 - 松本・出雲線をそれぞれ開設。同路線においてJALとコードシェア開始。
  - 12月9日 - エンブラエル社より15号機を受領。機体塗装はローズピンク[58]。
  - 12月19日 - エンブラエル社より16号機を静岡空港で受領。機体塗装はバイオレット[59]。
  - 12月20日 - 神戸 - 高知線を開設。同路線においてJALとコードシェア開始[60]。

- 2020年（令和2年）
  - 4月28日 - 新型コロナウイルスの影響で、4月28日から5月17日まで全便を運休。
  - 6月22日 - 同日付で楠瀬俊一が社長に、三輪徳泰社長が会長に就任し、鈴木与平会長が会長職を退く人事が発表[61]。
  - 7月30日 - 沖縄県と連携協定を締結[62]。下地島空港における空港地上支援事業を行う系列鈴与エアポートサービスの展開を中心に、乗員養成訓練の実施可能性、県内離島へのチャーター便を展開、ビジネスジェット受入を含む県内の小規模離島への航空ネットワークなどその持続可能性等について検討する[63]。

- 2022年（令和4年）
  - 3月27日 - 神戸 - 新潟線を開設。同時に神戸 - 新潟線、名古屋/小牧 - 青森線、名古屋/小牧 - 花巻線においてJALとコードシェア開始。これにより、同社が運航する定期便において全便JALコードシェア便が設定された。
  - 11月8日 - ユピテル公式キャラクター 霧島レイ・富士サクラ・葵茶々がのった「ユピテル 羽衣6号（はごろもしっくすごう）を運用開始

- 2023年（令和5年）

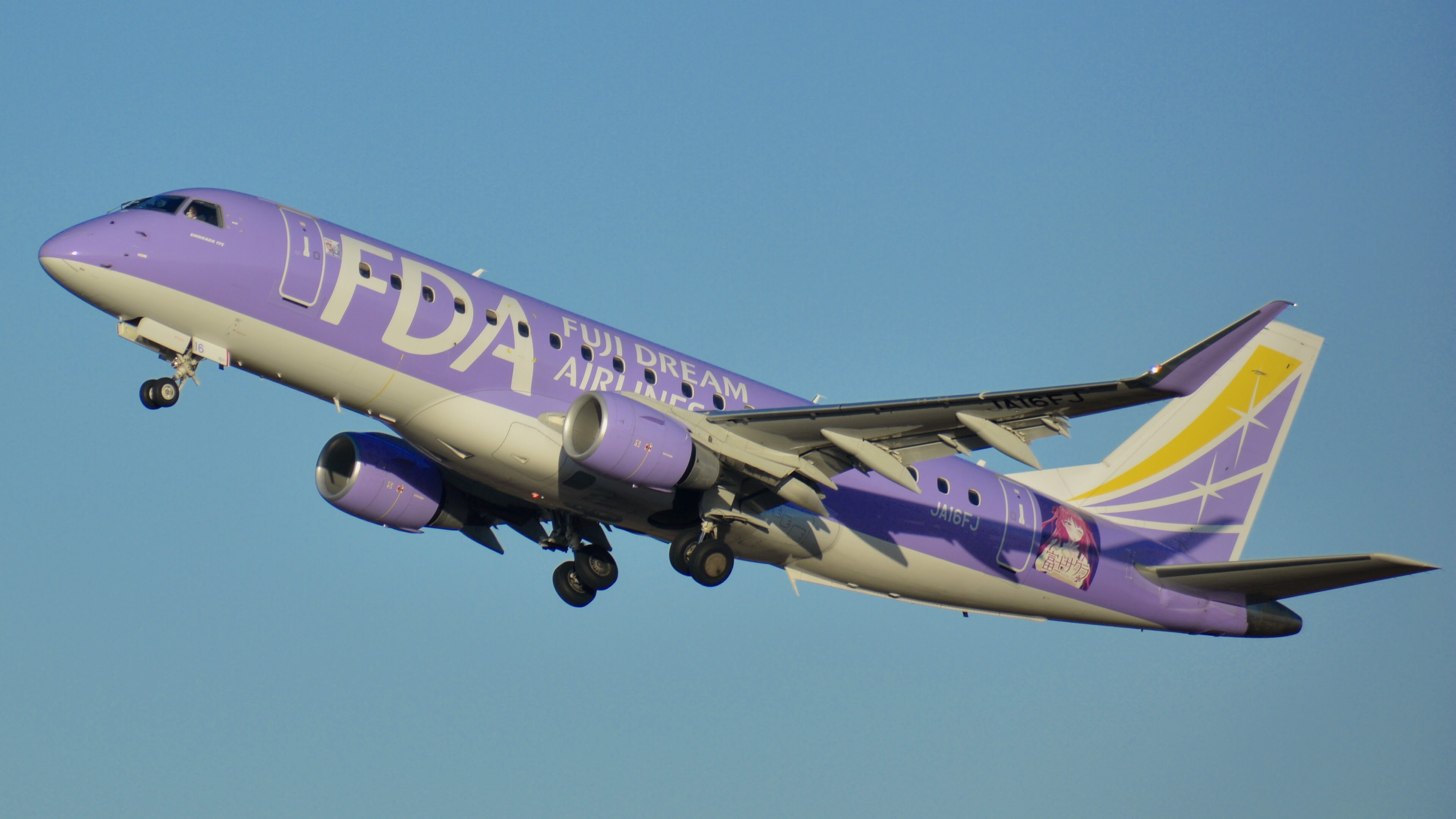
FDA16号

  - 3月26日 - 名古屋/中部 - 高知線を開設[64]。また同日に、名古屋/小牧 - 札幌/丘珠線を開設（夏期季節運航）（日本航空とのコードシェア）[65]。
  - 8月20日 - 神戸 - 新潟線運航終了。同路線にはトキエアが参入見込み。

- 2024年（令和6年）
  - 1月8日 - 静岡 - 出雲、熊本線 冬期運休及び出雲 - 仙台線運航終了[66]に伴い、仙台空港撤退のため仙台空港空港支店閉鎖[67]。
  - 1月16日 - 同年3月31日に静岡 - 出雲線再開及び中部 - 出雲線新設を発表[68]。
  - 3月9日 - 4号機が退役。同社初の退役機となる。[69]

## 機材

### 保有機材
エンブラエル170 (E-Jet) ファミリーは日本では日本航空（JAL）グループのジェイエアに次いで2社目の導入で、E175型の導入は日本初である。
基本的に全機共通して、朝日にきらめく富士山をイメージしたシンボルマークが垂直尾翼に描かれている。下記のように同社は機材によりそれぞれ異なる「マルチカラーコンセプト」を採用していて、2015年12月22日からホームページの運航情報の内容で運航機材（各便の機体カラー、機体記号）がチャーター便を含め分かるように対応している。
- エンブラエル170 - 1,2号機（76席）
- エンブラエル175 - 3,5-16号機（84席）

モノクラス運用で座席幅(46.3cm)と座席の前後間隔(約79cm)の座席寸法配置となり、
座席数の少ないE170の1,2号機には専用の運用が組まれており、検査等の際には路線によっては重量制限したE175が代行する。
静岡県は航空機の購入のために無利子で融資をする方針を決めた。
フライトシミュレータおよび非常救難訓練装置についても自社で保有している。特にエンブラエル機のフライトシミュレーターについては会社創業時より日本国内では同社のみが保有しているため、同型機を運航するジェイエアにも貸し出されている。
機体の重整備は、コードシェアなどで協力体制にあるJALグループの日本トランスオーシャン航空に委託しているが、将来的にはグループ会社のフジドリームアビエーションエンジニアリングが建設した静岡空港格納庫を機体整備場として活用することを検討している。
7号機以降はCAT II対応、燃費改善パッケージ「Fuel Burn Improvement」仕様で、主脚に格納時用カバーを追加することにより燃費を改善。
9号機以降は更に燃費を5.5%改善する燃費改善パッケージ「Fuel Burn Improvement (Package2)」仕様で、翼端灯にLEDを採用して小型化し、胴体底部にあるAPU吸気口などの形状も変更して空力特性を改善。
主翼端のウイングレットが大型化したウイングチップとなり、全幅が従来より2.65m広がり、28.65mになっている。また、ADS-Bが搭載された。
将来的には、現在運航しているエンブラエル170、E175に代わる機材として、 エンブラエル E-JetE2を十数機を導入することを検討している。
| フジドリームエアラインズ 運用機材（2024年現在） | フジドリームエアラインズ 運用機材（2024年現在） | フジドリームエアラインズ 運用機材（2024年現在） | フジドリームエアラインズ 運用機材（2024年現在） | フジドリームエアラインズ 運用機材（2024年現在） | フジドリームエアラインズ 運用機材（2024年現在） |
| 機体記号                                        | 画像                                            | 機体色                                          | 到着日 （到着空港）                             | 機種                                            | 備考 |
| ----------------------------------------------- | ----------------------------------------------- | ----------------------------------------------- | ----------------------------------------------- | ----------------------------------------------- | --- |
| JA01FJ                                          |                                                 | ドリームレッド                                  | 2009/2/26 （静岡空港）                          | ERJ-170STD                                      | 1号機。2009年2月半ばにデリバリーされ、同年2月28日に静岡空港で公開された。 県営名古屋空港 を中心に小松飛行場、大分空港、阿蘇くまもと空港で乗員訓練を行った。ドリームレッドは同社のカンパニーカラーであり、また新しい航空事業への決意を込めた色である。 機体スポンサーは山梨県に本社を置く株式会社シャトレーゼで、機体にロゴが掲出されている。                                                                                       |
| JA02FJ                                          |                                                 | ライトブルー                                    | 2009/6/14 （静岡空港）                          | ERJ-170STD                                      | 2号機。機体色はFDA公式サイトで行われたアンケートにより決定。 ライトブルーのイメージソースは富士の裾野であり、また同社シンボルマークのモチーフにもなっている。2017年3月、高知県とネーミングライツ契約を締結し、「志国高知 幕末維新号」と命名された。2021年9月、静岡県の鈴与カーゴネットが機体マーキングスポンサーとなり、広告が掲出されている。                                                                                     |
| JA03FJ                                          |                                                 | ピンク                                          | 2010/1/25 （静岡空港）                          | ERJ-175STD                                      | 3号機。機体色はアンケートで女性層を含む幅広い年齢層から支持が大きかったピンクを選定した。 スポンサーはエスエスケイフーズとちびまる子ちゃんランドで、機体および座席シートに『ちびまる子ちゃん』が描かれている。 |
| JA05FJ                                          |                                                 | オレンジ                                        | 2010/10/26 （名古屋飛行場）                     | ERJ-175STD                                      | 5号機。機体色は4号機塗装色アンケートにおいてグリーンに次いで人気の高かったオレンジに決定。 静岡空港には10月31日に到着。 |
| JA06FJ                                          |                                                 | パープル                                        | 2011/11/30 （名古屋飛行場）                     | ERJ-175STD                                      | 6号機。機体色は6号機塗装色アンケートにおいて最も人気の高かったパープルに決定。 北九州空港によるプロモーションの一環として、北九州市出身の松本零士による「銀河鉄道999」のデザインが施されていた。 |
| JA07FJ                                          |                                                 | イエロー                                        | 2013/7/1 （名古屋飛行場）                       | ERJ-175STD                                      | 7号機。機体色は7号機塗装色アンケートにおいて最も人気の高かったイエローに決定。 |
| JA08FJ                                          |                                                 | ティーグリーン                                  | 2014/3/3 （静岡空港）                           | ERJ-175STD                                      | 8号機。機体色は8号機塗装色アンケートにおいて最も人気の高かったティーグリーンに決定。2022年8月1日より静岡県島田市とネーミングライツ契約を締結し「地球上でもっとも緑茶を愛する街、静岡県島田市」号と命名された。 |
| JA09FJ                                          |                                                 | ゴールド                                        | 2015/3/23 （名古屋飛行場）                      | ERJ-175STD                                      | 9号機。機体色はゴールド。デリバリー時よりADS-Bを搭載している。 CAT II対応、燃費改善パッケージ（Package2）が施された日本初の機体で、主翼端には従来より大型化されたウイングチップが装備されている。 また、衝突防止灯のLED化 やAPUアクセスドアの小型化 といった空力面の改善により、標準のERJ-175と比較して5.5％の燃費向上を達成している。 2016年5月21日、岩手県とネーミングライツ契約を締結し、「黄金の國、いわて。」号と命名された。 |
| JA10FJ                                          |                                                 | シルバー                                        | 2016/3/9 （名古屋飛行場）                       | ERJ-175STD                                      | 10号機。機体色は9号機ゴールドに対比して「シルバー」とした。 2017年6月~2018年7月、2020年9月~2021年3月、青森県とネーミングライツ契約を締結し、「青天の霹靂」号と命名された。 |
| JA11FJ                                          |                                                 | グリーン                                        | 2016/6/13 （名古屋飛行場）                      | ERJ-175STD                                      | 11号機。同機受領により2014年7月契約確定発注分全て受領。 旧4号機の後継にあたり、旧4号機が任命されていた長野県松本市の観光大使を引き継いでいる。機体色も旧4号機と同色のグリーンとなった。 |
| JA12FJ                                          |                                                 | ホワイト                                        | 2018/3/14 （名古屋飛行場）                      | ERJ-175STD                                      | 12号機。機体色はホワイト。2017年6月3機追加発注分の内1機目で機体ベース色が白色のため、ロゴ、エンジンカウルを赤でデザインされている。 受領後、初旅客フライトはホワイトデーにかけて「FDA HAPPY WHITE DAY PAIR FLIGHT」としてチャーター便運航された。 |
| JA13FJ                                          | JA13FJ                                          | ネイビー                                        | 2019/3/25 （名古屋飛行場）                      | ERJ-175STD                                      | 13号機。機体色は号13機塗装色アンケートにおいて最も人気の高かったネイビーに決定。 2021年9月～2022年2月末、高知県とネーミングライツ契約を締結し、「竜とそばかすの姫 高知」号と命名されていた。 2023年7月、株式会社ユピテルとネーミングライツ契約を締結し、「『ユピテル 羽衣6』2号（はごろもしっくすにごう）」と命名された。 |
| JA14FJ                                          |                                                 | ワインレッド                                    | 2019/6/24 （名古屋飛行場）                      | ERJ-175STD                                      | 14号機。機体色は13号機塗装色アンケートにおいてネイビーに次いで人気の高かったワインレッドに決定。6月28日に小牧-高知便で運用開始 |
| JA15FJ                                          |                                                 | ローズピンク                                    | 2019/12/9 （名古屋飛行場）                      | ERJ-175STD                                      | 15号機。機体色はローズピンク。2019年12月6日にブラジルのサン・ジョゼ・ドス・カンポスを出発。12月9日に小牧空港に到着。運用前の12月14日にあいち航空ミュージアムで展示された。12月15日、小牧-花巻線で運用開始。 |
| JA16FJ                                          |                                                 | バイオレット                                    | 2019/12/19 （静岡空港）                         | ERJ-175STD                                      | 16号機。機体色はバイオレット。2019年12月15日にブラジルのサン・ジョゼ・ドス・カンポスを出発。ブラジル・レシフェ出発後に洋上飛行用の無線機の出力不足で引き返すトラブルがあったものの、12月19日に小牧空港に到着。12月24日、小牧-花巻線で運用開始。 2022年11月、株式会社ユピテルとネーミングライツ契約を締結し、「ユピテル羽衣6号（はごろもしっくすごう）」と命名された。2023年10月末までの予定。                                      |

### 退役機材

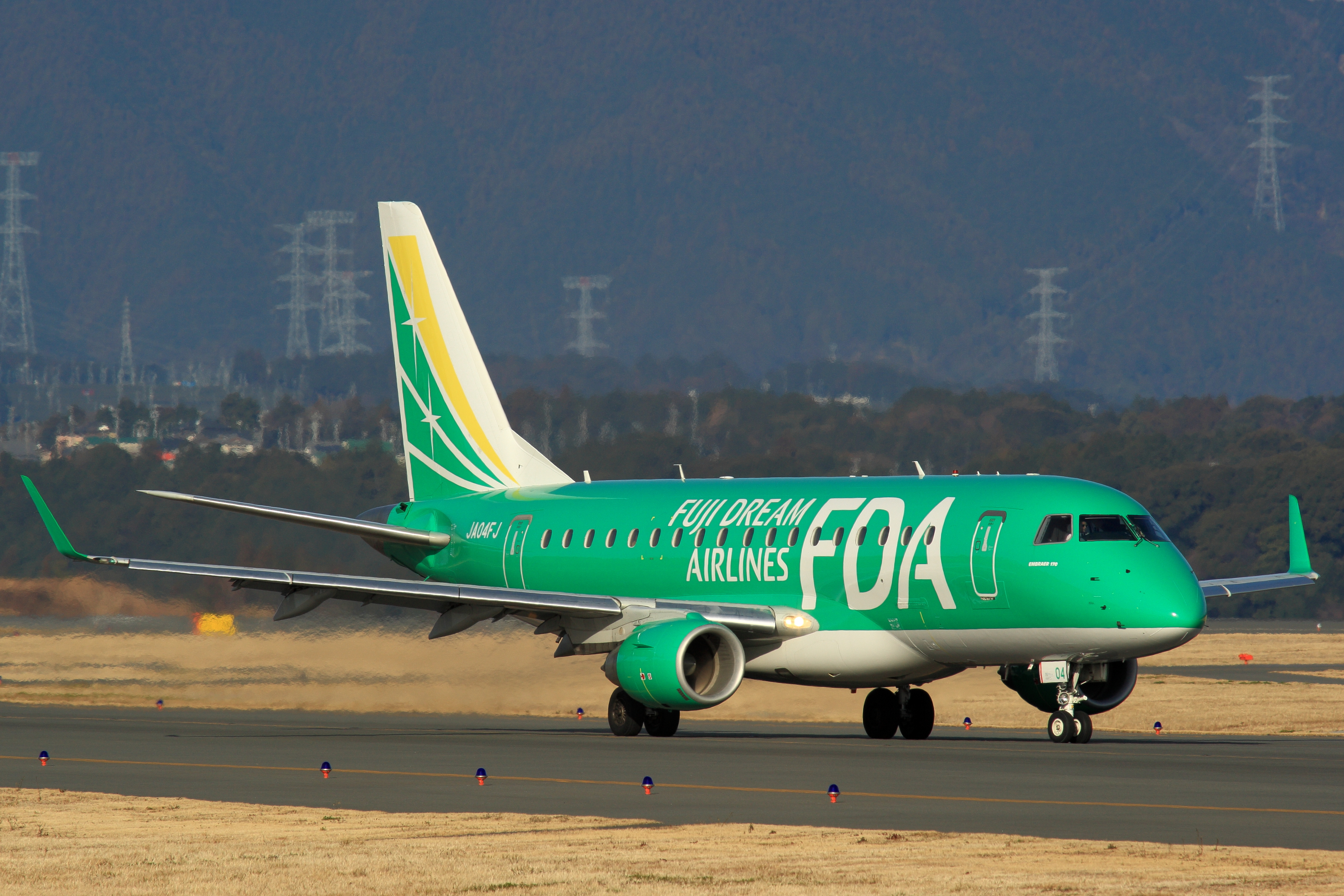
退役した4号機

- エンブラエル ERJ-170SU（機体番号：JA04FJ）：4号機。当初はシャトル・アメリカ及びリパブリック航空で機体番号N866RW[90] として運用されていた機体で、保有機体では唯一の中古機（2006年製）だった。機体色はFDA公式サイトで行われたアンケートにおいて最も人気の高かったグリーン。2010年10月12日に静岡空港へ到着[91]。公式には「静岡のお茶、信州の山々」をイメージしたとする。またアンケート実施にあたり、長野県のサッカークラブ松本山雅FC公式サイト等で投票の呼びかけが行われた[92] ため、地元マスコミや松本山雅FC、同クラブサポーターからは非公式に「山雅カラー」であるとされていた。
2011年に機体後部に長野県松本市ゆるキャラであるアルプちゃんのステッカーが貼付され、7月に松本市の観光大使に任命されたが、同色に塗装された11号機の導入に伴い観光大使の任は解かれた [93]。
2024年3月9日18時10分出雲発、19時40分名古屋(小牧)着のFDA418便をもって退役。今後は小牧空港に残り部品取りとなる[94] ほか、頭部パーツとウィングレットが長野県へ寄贈され、松本空港で展示される[95][96]。

## 路線

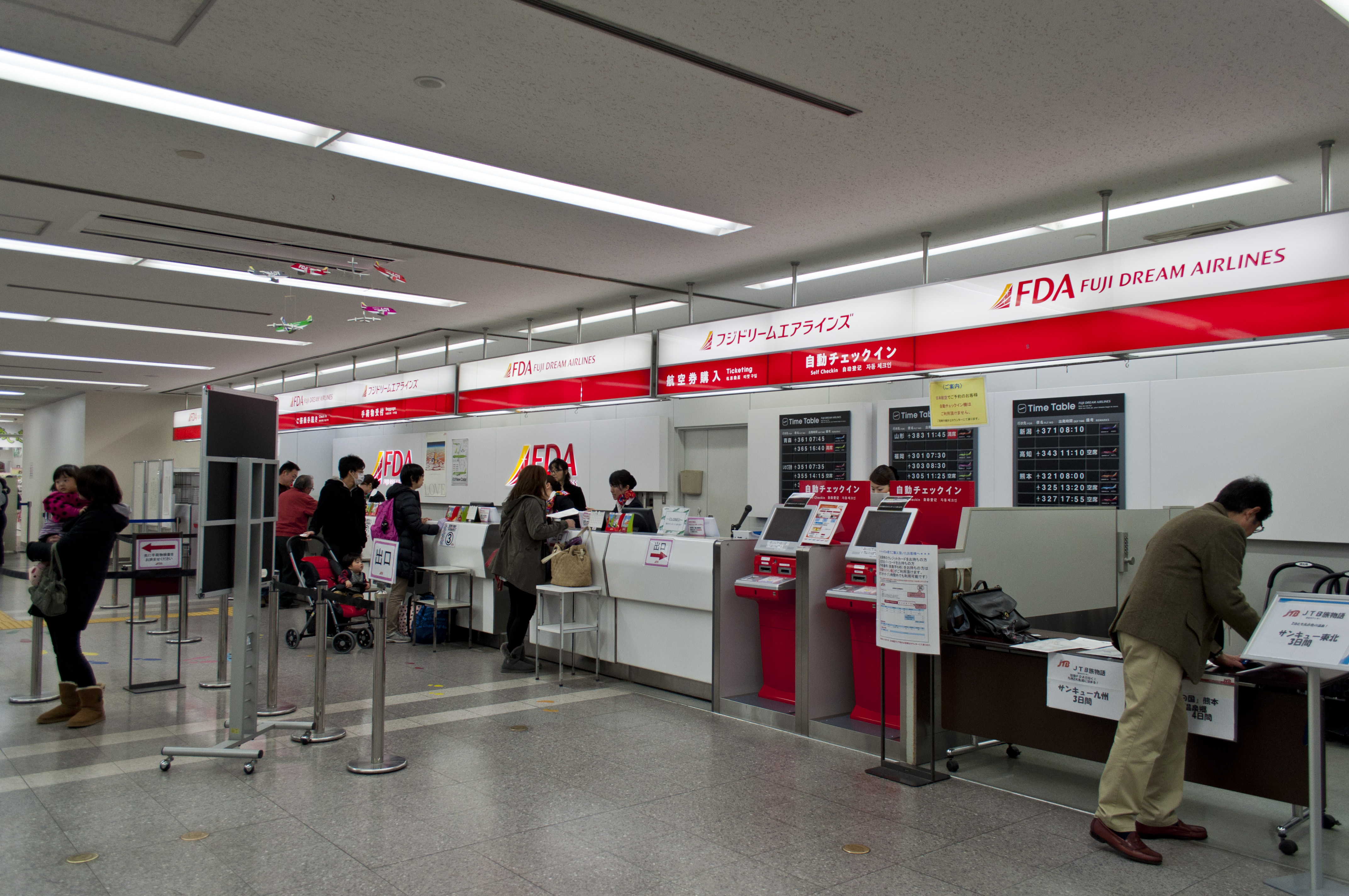
名古屋空港のチェックインカウンター

### 運航路線
- 静岡 - 札幌/新千歳、札幌/丘珠（夏ダイヤ期間運航）、出雲、福岡、鹿児島
- 名古屋/小牧 - 札幌/丘珠（夏ダイヤ期間運航）、青森、花巻、山形、新潟、出雲、高知、福岡、熊本
- 名古屋/中部 - 出雲、高知
- 大阪/神戸 - 青森、花巻、松本
- 福岡 - 札幌/新千歳、※仙台、※花巻、新潟、松本
※いずれも2025年10月26日より就航予定[97]
- 札幌/新千歳 - 山形、新潟、松本
- 札幌/丘珠 - 松本（夏ダイヤ期間運航）

|        | 新千歳 | 丘珠 | 青森 | 花巻 | 山形 | 新潟 | 松本 | 出雲 | 高知 | 福岡 | 熊本 | 鹿児島 |
| ------ | ------ | ---- | ---- | ---- | ---- | ---- | ---- | ---- | ---- | ---- | ---- | ------ |
| 静岡   | ○      | 夏   | ×    | ×    | ×    | ×    | ×    | ○    | ×    | ○    | ×    | ○      |
| 小牧   | ×      | 夏   | ○    | ○    | ○    | ○    | ×    | ○    | ○    | ○    | ○    | ×      |
| 中部   | ×      | ×    | ×    | ×    | ×    | ×    | ×    | ○    | ○    | ×    | ×    | ×      |
| 神戸   | ×      | ×    | ○    | ○    | ×    | ×    | ○    | ×    | ×    | ×    | ×    | ×      |
| 福岡   | ○      | ×    | ×    | ×    | ×    | ○    | ○    | ×    | ×    | -    | ×    | ×      |
| 新千歳 | -      | ×    | ×    | ×    | ○    | ○    | ○    | ×    | ×    | ○    | ×    | ×      |

※2025年1月23日現在（就航予定含む）。一部の臨時便やチャーター便を除き、定期便は全便日本航空（JAL）との共同運航（コードシェア）便。

### チャーター便
定期便とあわせ、専用機材を割り当て、定期便就航地以外への国内線チャーター便運航を積極的に行っている（稚内空港、利尻空港、中標津空港、女満別空港、旭川空港、帯広空港、釧路空港、函館空港、三沢空港、大館能代空港、秋田空港、庄内空港、仙台空港、福島空港、茨城空港、成田空港、羽田空港、大島空港、八丈島空港、富山空港、能登空港、小松空港、関西空港、南紀白浜空港、隠岐空港、石見空港、鳥取空港、米子空港、岡山空港、広島空港、山口宇部空港、徳島空港、高松空港、松山空港、北九州空港、対馬空港、福江空港、長崎空港、佐賀空港、宮崎空港、種子島空港、奄美空港、徳之島空港、那覇空港、久米島空港、宮古空港、下地島空港、石垣空港、与那国空港 など飛来実績有り）。また、旅行会社のリクエストや、上記就航地自治体へのCSR活動の一環として、遊覧飛行も各地で実施している（稚内空港、静岡空港、名古屋飛行場、中部国際空港 などで実績あり）。

### 運航計画
将来的には国際線への進出や日本国外の航空会社との共同運航（コードシェア）も視野に入れている。2023年末から2024年始にかけたFDA親会社、鈴与会長へのインタビューで2023年11月に鈴与が株取得し筆頭株主となったスカイマークとの協業模索し、「最も実現可能な研究課題だ。FDAとスカイマークで1枚のチケットになれば便利なる」と語り、相互乗り入れのある神戸空港を軸に燃油共同購入や空港地上業務のスカイマークからの受託も含めた連携構想し、連携とは別に拠点空港に札幌/丘珠空港を滑走路1,800mへの延長による運航機材通年運航化に合わせ、加える展望も明らかにした。2024年3月31日より出雲–名古屋/中部路線を1往復新設予定。また同日に出雲–静岡便も再開予定。なお静岡–熊本便は多客期のみに運航する予定である。

### 運休路線
- 静岡 - 小松（2009年7月23日 - 2011年3月26日）、松本（2010年10月31日 - 2011年3月26日）、熊本（2021年7月16日 - 2024年1月8日）、北九州（2019年3月31日 - 2021年3月27日）
- 仙台 - 出雲（2018年4月20日 - 2024年1月8日）
- 名古屋/小牧 - 北九州 （2015年3月29日 - 2019年3月30日）
- 大阪/神戸 - 高知（2024年8月18日をもって運休）

## サービス

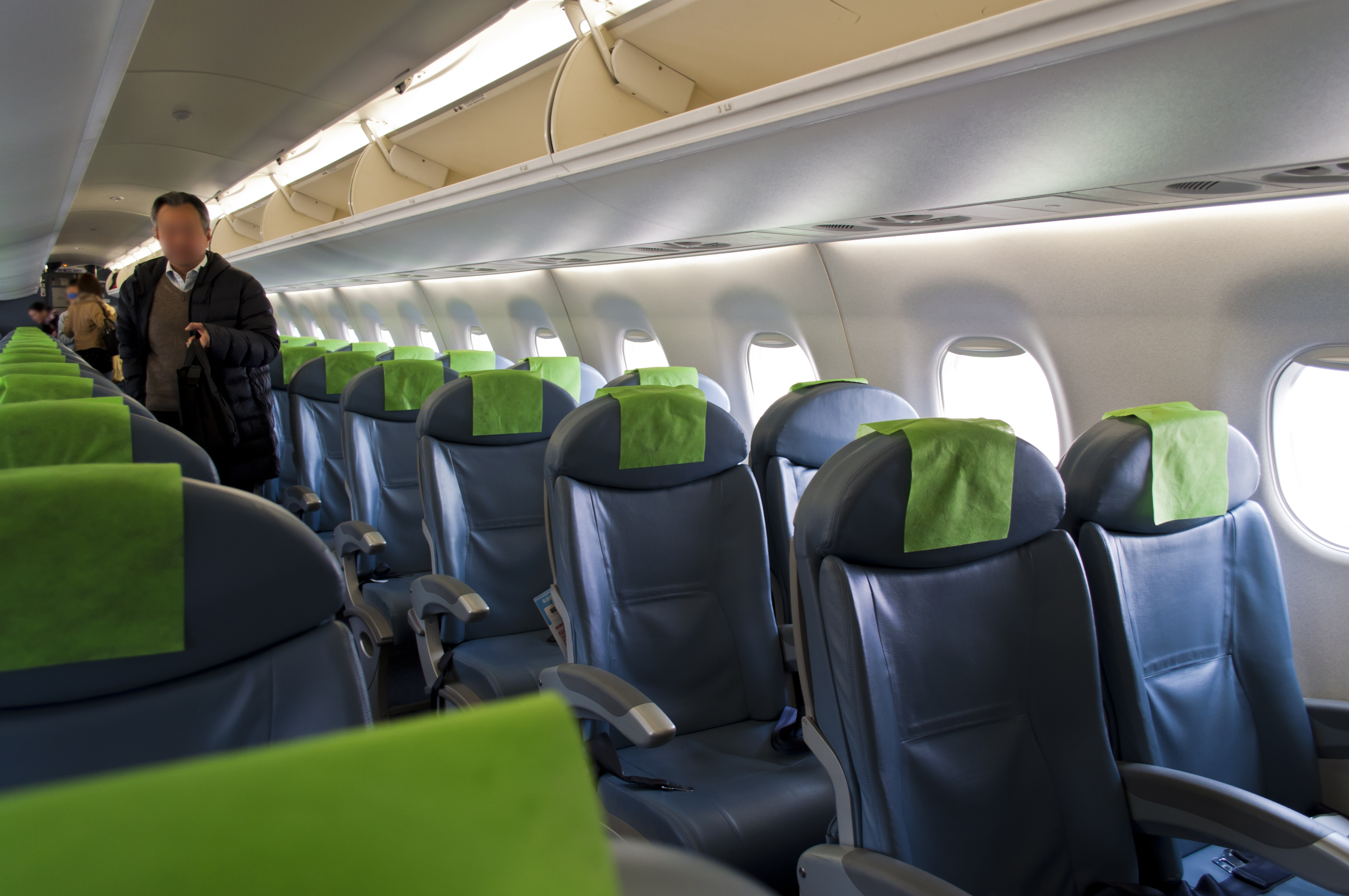
エンブラエル175機内。ヘッドレストは機体カラーに合わせた色である

### 機内サービス

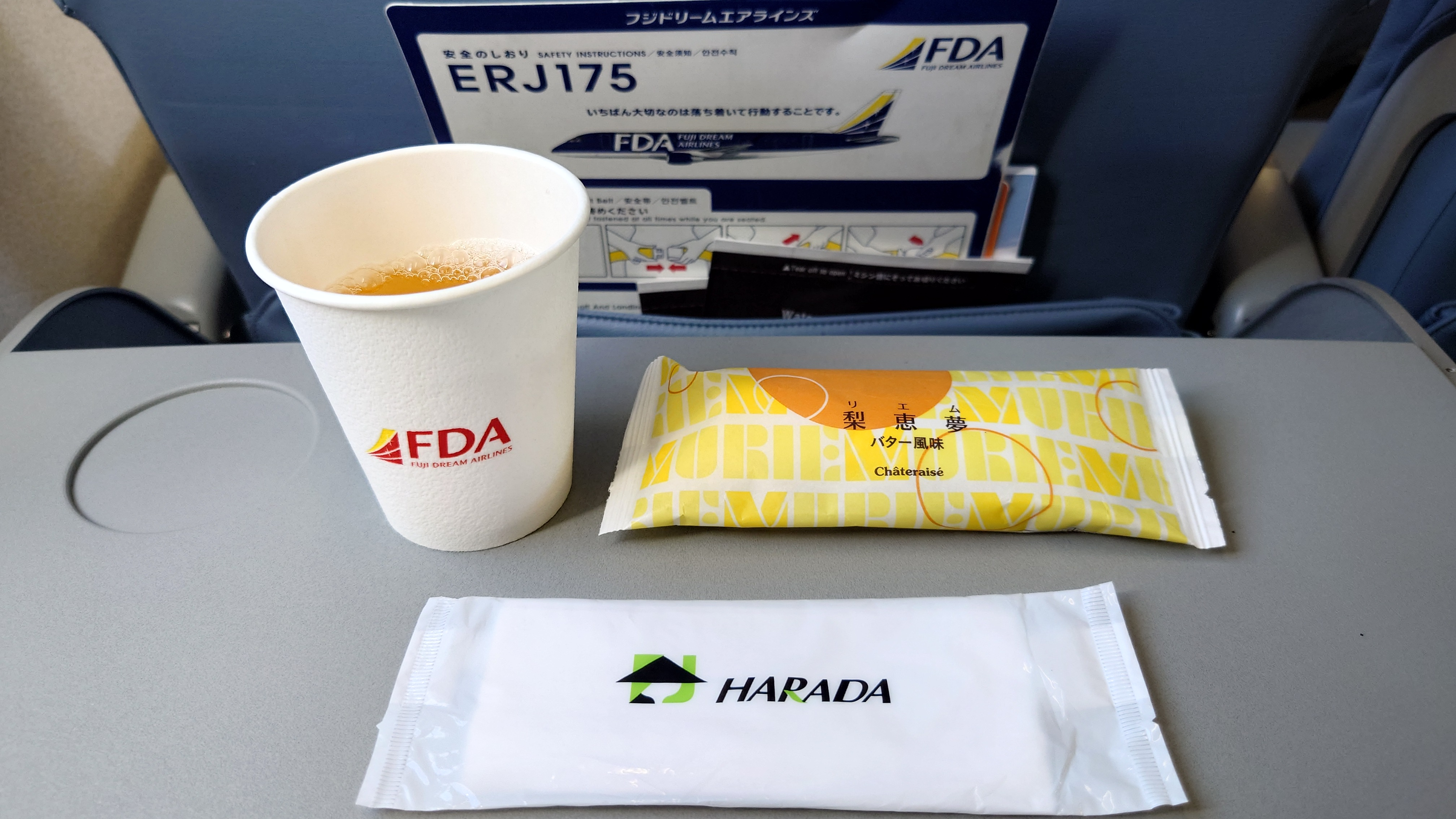
茶菓一例

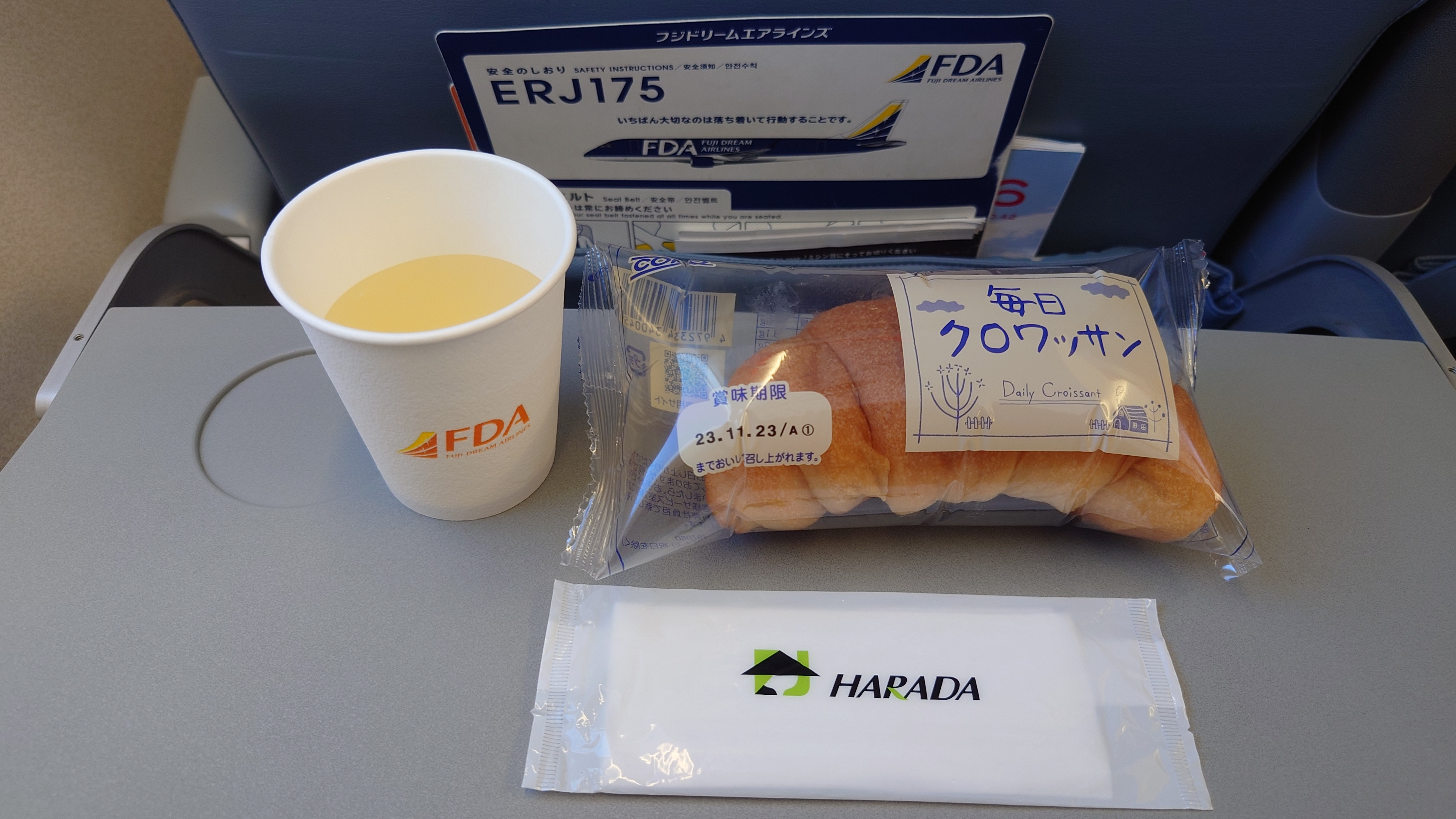
早朝便で提供されるパン

機内誌
同社オリジナルの機内誌『DREAM3776』を雑誌『自遊人』と共同で制作。タイトルは社名のDREAMと、富士山の標高3,776mから。年4回（1、4、7、10月）発行される。
このほか、日本航空（JAL）の機内誌「SKYWARD（スカイワード）」も希望者に対して提供される。
新聞
静岡新聞、信濃毎日新聞、新潟日報、中部経済新聞、山形新聞、山陰中央新報、北海道新聞、河北新報、高知新聞を提供。
飲料・菓子
飲料・菓子ともに無償で提供される。ハラダ製茶の社名表記の使い捨てお手ふきとともに提供される。
- 飲料
  - 珈琲（カルディコーヒーファームもしくはトミヤコーヒー）
  - 静岡茶（ハラダ製茶）
  - お〜いお茶（伊藤園）
  - りんごジュース（アサヒ飲料）
  - ミネラルウォーター（サントリーフーズ）

飛行時間の短い路線では、ハラダ製茶のお茶パックのみの提供となる。
- 菓子
  - チョコレート（シャトレーゼ）
  - ういろう（青柳総本家）
  - 静岡茶飴（馬場製菓）
  - クロワッサン（コモ）（静岡、名古屋、福岡発の早朝便限定）

また、チャーター便や一部の定期路線では、期間限定でその就航先自治体のPRも兼ねてご当地の茶菓子が提供される。

### スポーツ用自転車搭載サービス
2017年5月22日より、ロードバイクなどのスポーツ用自転車の搭載サービスを開始した。搭乗3日前までの事前予約で無料で利用できる。ただし同社は小型機を使用している都合上、一便あたり最大7台までの搭載である。
利用者は自身の手で自転車を解体し、専用ケース(Acor製バイクポーターが供される)に梱包した後にカウンターに預ける。

### 無料アクセスバス

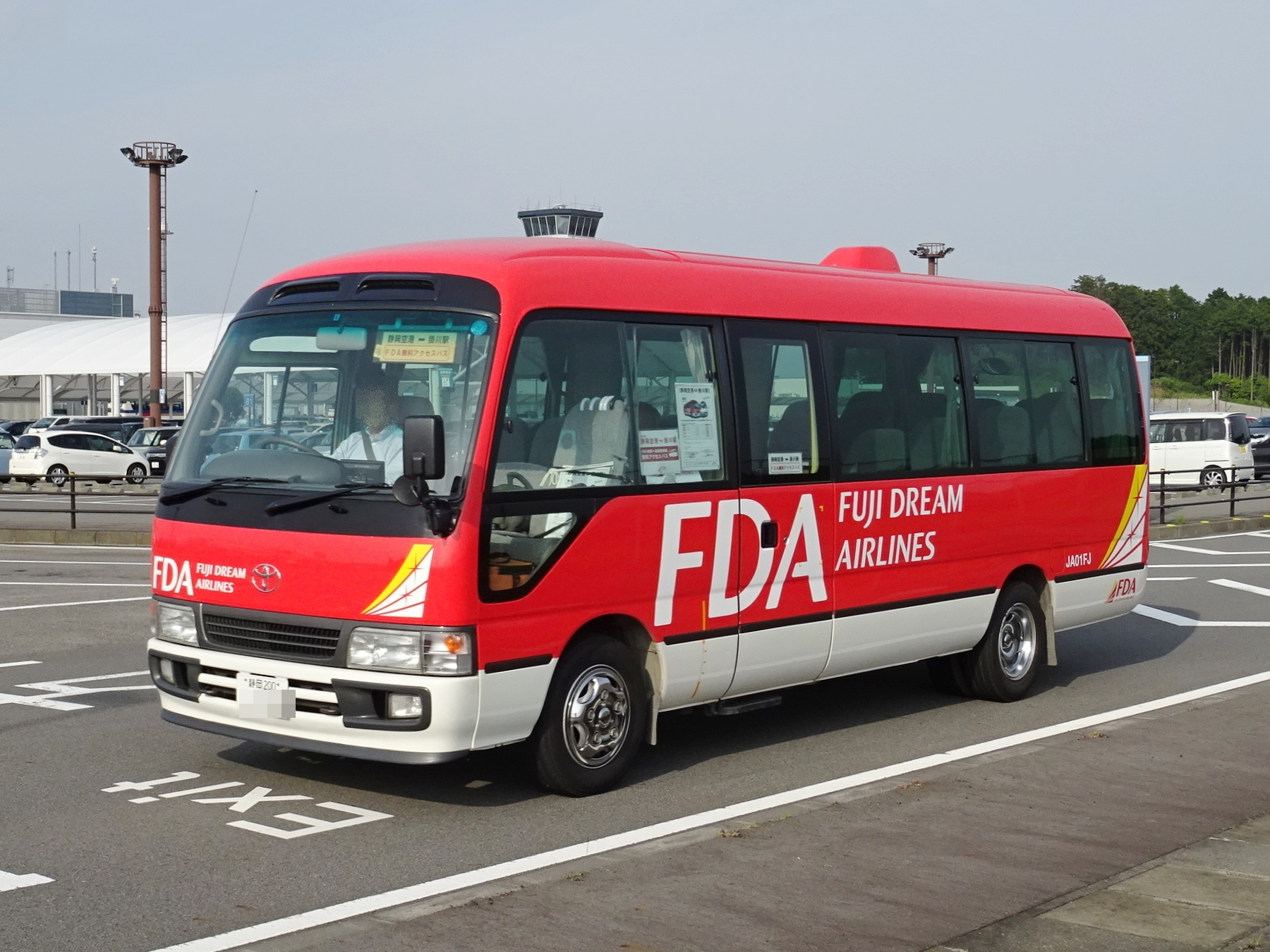
静岡空港 - 掛川駅無料アクセスバス

- 静岡空港からJR・天竜浜名湖鉄道 掛川駅までを結ぶ無料アクセスバスを、静岡空港発着時間に合わせて1日5往復運行。利用に当たって予約は必要ないが、乗車時に搭乗券もしくは予約確認書の提示が必要。なお、日本航空（JAL）とのコードシェア便で予約した乗客も利用可能である[111]。

### 他社乗り継ぎ
- JALグループ各社（JAL・JTA・RAC）および天草エアライン（AMX）との乗り継ぎ便がある場合、一定の条件を満たせば最終目的地まで手荷物を預けることが可能。JALグループ各社とAMX以外の航空会社との乗り継ぎの場合、乗り継ぎ空港で手荷物を預けなおさなければならない[112]。
- 2024年7月1日に鈴与グループが筆頭株主となったスカイマークと国内旅客連帯運送契約書(手荷物)を締結。同年9月から松本（FDA）神戸（SKY）那覇の一部旅行商品限定適用し、段階的に全路線拡大予定を発表[113]、2025年5月20日から全路線で手荷物連帯運送を開始した[114]。

## 運賃
45割搭乗日の2カ月前から搭乗日45日前までに、予約できる割引運賃。
ひょいとe割変動型割引運賃。搭乗日2カ月前から7日前までに予約可能。予約時の空席予測により、料金タイプ（A～D）が変化する。
ドリーム割変動型割引運賃。搭乗日2カ月前から前日まで予約可能。予約時の空席状況により、料金タイプ（A～C）が変化する。
フレックスドリーム変動型割引運賃。搭乗日2カ月前から前日まで予約可能。当日まで予約変更が可能。
バースデー割搭乗日が誕生月の乗客及び同行者5名が利用できる割引運賃。搭乗日の3日前まで予約可能。
U22 ハッピー割満12歳以上22歳未満の乗客が予約可能な割引運賃。
大人普通運賃搭乗日2カ月前から搭乗日当日まで予約可能。変更・払い戻しが自由。
小児運賃満12歳未満の乗客が利用できる普通運賃。条件は大人普通運賃と同じ。
障がい者割引運賃障がいを持つ乗客およびその介護者1名が対象。条件は大人普通運賃と同じ。

## 事故・インシデント
- 2019年4月23日、山形空港発名古屋/小牧空港行きの386便（エンブラエル E175、JA11FJ）が離陸滑走中に滑走路を左に逸脱し、草地で停止した。これにより午後4時50分ごろから終日、山形空港の滑走路が閉鎖され、山形発着便が欠航やダイバートすることとなった。同機には乗員4人乗客60人が搭乗していたが、負傷者は出なかった[115][116]。国土交通省より重大インシデント認定され、運輸安全委員会による原因究明調査が行われていて、山形空港は翌24日午前9時半頃に運用再開した[117]。該当機は調査のため27日迄山形空港に留め置かれていたが27日に名古屋/小牧空港へフェリー（回航）され、以降運用復帰している[118]。
運輸安全委員会の調査報告書では、離陸滑走中に風の影響で左側に進行が傾き、機長・副操縦士とも右ラダーペダルを踏んで軌道修正しようとしたが反応しなかったため離陸中止を判断、進行方向が制御できなかったため滑走路を逸脱して停止、自走不能になったものと推定された。ラダーペダルが使用できなかった原因はマイクロスイッチの不具合であった。このマイクロスイッチは操縦桿内にあり、操縦桿を押し込むとタキシング時の操作モードになり、操作はラダーペダルではできずハンドルで操作するようになる。操縦桿を引いていたがマイクロスイッチの故障によりタキシング時の状態モードになっていた。マイクロスイッチの不具合に関しては分解解析中に不具合が解消されたため原因を特定することができなかった。なお、出発前点検ではこの不具合は検知できなかったとされている。また、エアバスやボーイングではティラーを使うため、このような切替機能はない。
離陸中止の判断の後、ブレーキ操作は行われなかった。これは、滑走路を逸脱することは避けられず逸脱した後の機体の姿勢が不安定になることを避けるため、機長の瞬時の判断であった[119]。